# 20372 Juliafanning
A 20372 Juliafanning (ideiglenes jelöléssel 1998 KS35) a Naprendszer kisbolygóövében található aszteroida. A LINEAR projekt keretében fedezték fel 1998. május 22-én.